# バイチ地区
バイチ地区（Baiti District）は、ナウルの1地区。同国の北西部に位置する。